# Chordophora incaria
Chordophora incaria là một loài bướm đêm trong họ Geometridae.